# Чернівецько-Буковинська єпархія ПЦУ
Чернівецько-Буковинська єпархія — єпархія Православної церкви України на території Чернівецької області.

## Історія
У 1990 році на Буковині розпочався рух за створення Помісної Української Православної Церкви. 28 квітня 1990 року одним з перших прийняв архієрейський сан в Українській Автокефальній Православній Церкві єпископ Чернівецький і Хотинський Даниїл (Ковальчук). У храмі Покрови Пресвятої Богородиці с. Мамаївців Кіцманського району відбулося перше богослужіння українською мовою, котре служив єпископ Чернівецький і Буковинський Даниїл. Пізніше утворювалися перші автокефальні церковні громади в Кіцманському, Заставнівському, Вижницькому районах Чернівецької області.
На початку 1993 року з'являються вже перші статистичні дані, так кількість релігійних громад УПЦ Київського Патріархату за 1992 рік збільшилася у п'ять разів. Якщо 1 січня 1992 року їх було лише 13, то 1 січня 1993 року стало 68.
29 грудня 1993 року завдяки зусиллям тодішнього ректора Чернівецького державного університету проф. С. Костишина, архієпископа Чернівецького і Буковинського Даниїла та громадськості Буковини було відновлено Теологічний факультет.
30 вересня 1997 року рішенням Священного Синоду УПЦ Київського Патріархату Чернівецьку єпархію було розділено на дві: Чернівецьку і Кіцманську. Керуючим Чернівецькою єпархією залишився митрополит Даниїл з титулом «Чернівецький і Буковинський».
Єпархія нараховує 6 благочинь. Які нараховують 147 парафій. Видається одне періодичне видання єпархії — газета «Благодатний вогонь».
З нагоди 20-ї річниці Чернівецької єпархії 27 жовтня 2010 року були відслужені урочисті богослужіння, котрі завершилися велелюдною хресною ходою, і у центральному парку ім. Т. Шевченка освятили пам'ятний меморіал присвячений цій важливій події.
7 листопада 2023 року рішенням Синоду ПЦУ правлячого архієрея Буковини митрополита Чернівецького і Буковинського Даниїла (Ковальчука) було звільнено від управління єпархією та почислено на спокій за віком та станом здоров'я. Виконувачем обов'язків архієрея став митрополит Івано-Франківський та Галицький Іоасаф (Василиків).
2 лютого 2024 року Священний синод Православної церкви України, послідуючи канонічному порядку та враховуючи позицію більшості духовенства Православної Церкви України на Буковині, вирішив об'єднати Чернівецько-Кіцманську єпархію ПЦУ та Чернівецько-Хотинську єпархію ПЦУ в єдину структуру з Чернівецькою єпархією ПЦУ. Архієреєм об'єднаної єпархії було призначено єпископа Феогноста (Бодоряка), на той момент єпископа Богородчанського, вікарія Івано-Франківсько-Галицької єпархії.
7 березня 2024 року назву єпархії змінено на Чернівецько-Буковинську.

## Архієреї
- Даниїл (Ковальчук), митрополит Чернівецький і Буковинський (28 квітня 1990 — 7 листопада 2023)
  - Іоасаф (Василиків), митрополит Івано-Франківський і Галицький, в.о. (7 листопада 2023 — 2 лютого 2024)
- Феогност (Бодоряк), єпископ Чернівецький і Буковинський (з 2 лютого 2024)

## Храми єпархії

#### Вижницьке благочиння
- благочинний — митр. прот. Ілля Кігніцький

| №  | Назва                                         | Адреса             | Настоятель                   | Примітка  |
| -- | --------------------------------------------- | ------------------ | ---------------------------- | --------- |
| 1  | Храм Успіння Пресвятої Богородиці             | с. Банилів         | митр. прот. Ілля Кігніцький  |           |
| 2  | Храм Арх. Михаїла                             | с. Бережниця       | прот. Олександр Фуштей       |           |
| 3  | Храм св. ап. Івана Богослова                  | с. Бережонка       | ієрей Петро Мороз            |           |
| 4  | Храм св. влмч. Юрія Переможця                 | смт. Берегомет     | митр. прот. Степан Колотило  |           |
| 5  | Храм Арх. Михаїла                             | смт. Берегомет     | ієрей Олександр Кігніцький   |           |
| 6  | Храм Арх. Михаїла                             | с. Вахнівці        | ієрей Юрій Колотело          |           |
| 7  | Церква Покрови Пресвятої Богородиці           | м. Вашківці        | прот. Вадим Ларіон           |           |
| 8  | Храм Арх. Михаїла                             | м. Вижниця         | митр. прот. Михайло Блощиця  |           |
| 9  | Храм святителя Миколая Чудотворця             | с. Виженка         | прот. Прокопій Ткач          |           |
| 10 | Храм влмч. Димитрія Солунського               | м. Вижниця         | митр. прот. Юрій Джумарик    |           |
| 11 | Храм св. Миколая Чудотворця                   | с. Іспас           | митр. прот. Ігор Гук         |           |
| 12 | Храм св. влмч. Димитрія Солунського           | с. Кальнівці       | мит. прот. Іван Лукій        |           |
| 13 | Храм Покрови Пресвятої Богородиці             | с. Кибаки          | прот. Олександр Фуштей       |           |
| 14 | Храм св. рівноап. князя Володимира            | с. Коритне         | ієрей Петро Сідор            | 2015      |
| 15 | Храм прп. Параскеви Сербської                 | с. Мілієве         | прот. Микола Зазуля          |           |
| 16 | Храм Свято-Духівський                         | смт. Путила        | ієрей Віталій Гедз           | 2015      |
| 17 | Храм Успіння Пресвятої Богородиці             | с. Розтоки         | ієрей Микола Гаврилюк        | 1875      |
| 18 | Храм св. влмч. Димитрія Солунського           | с. Середній Майдан | прот. Петро Киращук          |           |
| 19 | Храм Свято-Миколаївський                      | с. Черешенька      | прот. Олексій Прокоп'єв      |           |
| 20 | Храм Свято-Покровський                        | с. Чорногузи       | ієрей Василь Козлан          |           |
| 21 | Храм св. ап. Петра і Павла                    | с. Велике          | митр. прот. Дмитро Пуршега   |           |
| 22 | Храм Різдва Пресвятої Богородиці              | с. Карапчів        | митр. прот. Георгій Радуляк  |           |
| 23 | Храм Архангела Гавриїла                       | с. Лукавці         | ієрей Михайло Горопяк        | 2015      |
| 24 | Храм св. вмч. Іоана Сучавського               | с. Мигове          | митр. прот. Дмитро Вайпан    | 1903-1905 |
| 25 | Храм св. пр. Іллі                             | с. Долішній Шепіт  | прот. Дмитро Кігніцький      | 1991      |
| 26 | Храм св. влмч. Варвари                        | с. Лопушна         | ієрей Василь Запаринюк       | 1998      |
| 27 | Храм св. праведних Богоотців Іоакима й Анни   | с. Бабине          | протоієрей Микола Остапович  |           |
| 28 | Храм перенесення мощей св. Миколая Чудотворця | с. Карапчів        | ієрей Павло Бейко            |           |
| 29 | Храм св. апостолів Петра і Павла              | с. Косованка       | протоієрей Василь Шевчук     |           |
| 30 | Храм св. влмч. Юрія Переможця                 | с. Брусниця        | прот. Микола Хім'як          |           |
| 31 | Храм св. Арх. Михаїла                         | с. Зеленів         | ієрей Віктор Третяк          |           |
| 32 | Храм Різдва Пресвятої Богородиці              | с. Чортория        | ієрей Василь Бедрій          |           |
| 33 | Храм св. Миколая Чудотворця                   | с. Нижні Станівці  | протоієрей Тарас Довжанський | 1808-1810 |
| 34 | Храм св. прп. Параскеви Сербської             | с. Усть-Путила     | ієрей Маркіян Атаманюк       |           |
| 35 | Храм Св. Тройці                               | с. Брусенки        | митр. прот. Василь Малиш     |           |
| 36 | Храм св. влмч. Юрія Переможця                 | с. Виноград        | прот. Михаїл Іліка           | 1999      |
| 37 | Храм св. Миколая Чудотворця                   | с. Верхні Станівці | прот. Михаїл Іліка           | 1835      |
| 38 | Храм Пресвятої Тройці                         | с. Майдан (Іспас)  | ієрей Юрій Колотело          | 2017      |

#### Кіцманське благочиння
- благочинний — протоієрей Андрій Яреміїк

| №  | Назва                             | Адреса                        | Настоятель                                          | Примітка |
| -- | --------------------------------- | ----------------------------- | --------------------------------------------------- | -------- |
| 1  | Храм Успіння Пресвятої Богородиці | с. Валява                     | митр. прот. Андрій Андрухів                         | 1778     |
| 2  | Храм Свято-Духівський             | с. Витилівка                  | прот. Сергій Шляхов                                 | 1897     |
| 3  | Храм святителя Миколая Чудотворця | с. Гаврилівці                 | ієрей Михайло Матран                                | 1839     |
| 4  | Храм св. влмч. Пантелеймона       | с. Гаврилівці, вул. Ставова 2 | митр. прот. Іван Занкович                           |          |
| 5  | Храм Різдва Пресвятої Богородиці  | с. Іванківці                  | прот. Павло Томенко                                 | 1794     |
| 6  | Храм св. Миколая                  | м. Кіцмань                    | прот. Юрій Кав'юк                                   |          |
| 7  | Храм св. влмч. Георгія Переможця  | м. Кіцмань                    | прот. Микола Артем клірик: прот. Богдан Степанович. |          |
| 8  | Храм св. Миколая                  | с. Ошихліби                   | прот. Віктор Івасюк                                 | 1779     |
| 9  | Храм Трьох Святителів             | с. Суховерхів                 | митр.прот. Андрій Яреміїк                           | 2014     |
| 10 | Храм Різдва Пресвятої Богородиці  | с. Шипинці                    | прот. Олександр Шляхов                              | 1812     |

#### Чернівецьке районне благочиння
- благочинний — протоієрей Василь Угрин

| №  | Назва                                            | Адреса                                  | Настоятель                                                | Примітка                            |
| -- | ------------------------------------------------ | --------------------------------------- | --------------------------------------------------------- | ----------------------------------- |
| 1  | Храм Свято-Михайлівський                         | с. Бабин                                | прот. Сергій Гринчак                                      |                                     |
| 2  | Храм св. влмч. Димитрія Солунського              | с. Брідок                               | ієрей Валентин Звізда                                     | 1887                                |
| 3  | Храм Різдва Пресвятої Богородиці                 | с. Боянчук                              | ієрей Володимир Радуляк                                   |                                     |
| 4  | Храм Архістратига Михаїла                        | с. Вербівці                             | ієрей Іван Романюк                                        |                                     |
| 5  | Храм Успіння Пресвятої Богородиці                | с. Горішні Шерівці                      | прот. Сергій Рабчевський                                  |                                     |
| 6  | Храм Успіння Пресвятої Богородиці                | с. Горошівці                            | прот. Володимир Хировський                                |                                     |
| 7  | Храм св. Василія Великого                        | с. Дорошівці                            | митр. прот. Віталій Мензак                                | 1893                                |
| 8  | Храм Різдва Пресвятої Богородиці                 | с. Звенячин                             | прот. Василь Семеняк                                      |                                     |
| 9  | Храм Арх. Михаїла                                | с. Задубрівка                           | прот. Назарій Гагалюк                                     |                                     |
| 10 | Храм Свято-Миколаївський                         | с. Кострижівка                          | прот. Михайло Судак                                       | 1889                                |
| 11 | Храм Свято-Успенський                            | с. Прилипче                             | прот. Михайло Судак                                       |                                     |
| 12 | Храм Покрови Пресвятої Богородиці                | с. Митків                               | ієрей Валентин Звізда                                     |                                     |
| 13 | Храм Арх. Михаїла                                | с. Мосорівка                            | ієрей Ярослав Якуб'як                                     |                                     |
| 14 | Храм Воздвиження Чесного Хреста                  | с. Онут                                 | ієрей Ярослав Якуб'як                                     | 1926                                |
| 15 | Храм св. ап. Петра і Павла                       | с. Шубранець                            | прот. Володимир Токарюк                                   |                                     |
| 16 | Храм Успіння Пресвятої Богородиці                | с. Васловівці                           | прот. Іван Слубський                                      |                                     |
| 17 | Храм Свято-Успенський                            | с. Товтри                               | ієрей Юрій Чекановський                                   |                                     |
| 18 | Храм Свято-Дмитріївський                         | с. Хрещатик                             | прот. Василь Семеняк                                      |                                     |
| 19 | Храм Свято-Димитріївський                        | с. Юрківці                              | прот. Василь Струтинський                                 |                                     |
| 20 | Храм Свято-Миколаївський                         | с. Добринівці                           | прот. Ростислав Семенчук                                  |                                     |
| 21 | Храм св. княгині Ольги                           | смт. Глибока                            | митр. прот. Роман Грищук                                  |                                     |
| 22 | Храм св. влмч Варвари                            | с. Кам'янка                             | ієрей Олександр Голованов                                 |                                     |
| 23 | Храм св. великомученика Іоана Нового Сучавського | с. Спаська                              | ієрей Віталій Васкан                                      |                                     |
| 24 | Храм Різдва Пресвятої Богородиці                 | с. Михайлівка                           | прот. Віталій Безверхий                                   |                                     |
| 25 | Храм св. пр. Іллі                                | с. Новий Вовчинець                      | прот. Роман Гаврилюк                                      | 2010                                |
| 26 | Храм Різдва Пресвятої Богородиці                 | с. Старий Вовчинець                     | ієрей Назарій Ожга                                        |                                     |
| 27 | Храм Свято-Вознесенський                         | с. Рингач                               | прот. Василь Ковташ                                       | 18 ст.                              |
| 28 | Храм Свято-Михайлівський                         | с. Слобода                              | прот. Корнелій Тесліцький                                 |                                     |
| 29 | Храм св. влмч. Димитрія Солунського              | с. Червона Діброва                      | ієрей Ілля Кузюк                                          |                                     |
| 30 | Храм перенесення мощей св. Миколая               | м. Заставна                             | митр. прот. Димитрій Костащук; клірик: ієрей Василь Пазюк | 1896-1898                           |
| 31 | Храм Різдва Пресвятої Богородиці                 | м. Заставна                             | протоієрей Миколай Остапович                              |                                     |
| 32 | Храм Покрови Пресвятої Богородиці                | с. Веренчанка                           | ієрей Василь Дарвай                                       |                                     |
| 33 | Храм св. ап. і єв. Івана Богослова               | с. Вікно                                | ієрей Володимир Загара                                    | 1824-1826                           |
| 34 | Храм Успіння Пресвятої богородиці                | с. Кадубівці                            | прот. Іван Михайленко                                     |                                     |
| 35 | Храм Різдва Пресвятої Богородиці                 | с. Самушин                              | ієрей Олег Літвін                                         | 1891-1894                           |
| 36 | Храм Покрови Пресвятої Богородиці                | с. Борівці                              | прот. Василь Бойко                                        |                                     |
| 37 | Храм Арх. Михаїла                                | с. Ставчани                             | прот. Микола Король                                       |                                     |
| 38 | Храм Арх. Михаїла                                | с. Хлівище                              | прот. Михайло Пашняк                                      |                                     |
| 39 | Храм Архистратига Михаїла                        | с. Чорний Потік                         | ієрей Олег Літвін                                         |                                     |
| 40 | Храм св. ап. і євангелиста Івана Богослова       | с. Южинець                              | прот. Борис Жаровський                                    |                                     |
| 41 | Храм Успіння Пресвятої Богородиці                | с. Великий Кучурів, вул. Чернівецька 54 | прот. Іван Ридляк                                         |                                     |
| 42 | Храм Різдва Христового                           | с. Глибочок                             | прот. Микола Манілик                                      | 2011                                |
| 43 | Храм св. ап. Петра і Павла                       | с. Заволока                             | ієрей Мирослав Палагнин                                   |                                     |
| 44 | Храм Арх. Михаїла                                | с. Кам'яна                              | прот. Любомир Край                                        |                                     |
| 45 | Храм прп. Серафима Саровського                   | с. Кам'яна                              | прот. Орест Драгінда                                      |                                     |
| 46 | Храм Успіння Пресвятої Богородиці                | с. Михальча                             | прот. Віталій Данелюк                                     |                                     |
| 47 | Храм Різдва Пресвятої Богородиці                 | с. Шишківці                             | прот. Дмитро Ходан                                        | 1887                                |
| 48 | Храм св. Миколая                                 | с. Берегомет                            | прот. Микола Красовський                                  | 1786                                |
| 49 | Храм Арх. Михаїла                                | с. Драчинці                             | митр. прот. Василь Олексюк                                | 1946                                |
| 50 | Храм Успіння Пресвятої Богородиці                | с. Оршівці                              | прот. Роман Сухолиткий                                    | 2015                                |
| 51 | Храм-Каплиця Успіння Пресвятої Богородиці        | с. Оршівці                              | ієрей Іван Турчинський                                    | 2015 (типовий храм в стадії будови) |
| 52 | Храм Покрови Пресвятої Богородиці                | смт. Неполоківці                        | митр. прот. Роман Маланій                                 |                                     |
| 53 | Храм Свято-Троїцький                             | с. Ржавинці                             | ієрей Михайло Бачинський                                  |                                     |
| 54 | Храм Свято-Іллінський                            | с. Топорівці                            | прот. Андрій Вишньовський                                 |                                     |
| 55 | Храм Св. ап. євангеліста Іоанна Богослова        | с. П'ядиківці                           | ієрей Віталій Бейко                                       |                                     |
| 56 | Храм святителя Миколая                           | с. Малий Кучурів                        | прот. Степан Будзан                                       | 1883                                |

#### Сторожинецьке благочиння
- благочинний — протоієрей Михаїл Смоляк

| №  | Назва                                 | Адреса               | Настоятель                 | Примітка |
| -- | ------------------------------------- | -------------------- | -------------------------- | -------- |
| 1  | Храм Різдва Пресвятої Богородиці      | м. Сторожинець       | митр. прот. Михаїл Смоляк  | 1856     |
| 2  | Храм св. Миколая                      | с. Годилів           | митр. прот. Василь Хащовий | 1927     |
| 3  | Храм Покрови Пресвятої Богородиці     | с. Нова Жадова       | прот. Михаїл Колотило      | 1895     |
| 4  | Храм Воздвиження Чесного Хреста       | с. Нові Бросківці    | митр. прот. Сергій Факас   |          |
| 5  | Храм Покрови Пресвятої Богородиці     | с. Ясени             | прот. Михайло Бигар        |          |
| 6  | Храм св. мч. Валентини Палестиньської | с. Панка             | прот. Іван Папущак         |          |
| 7  | Храм Різдва Пресвятої Богородиці      | с. Банилів-Підгірний | прот. Петро Черепюк        |          |
| 8  | Храм св. влмч. Димитрія Солунського   | с. Банилів-Підгірний | прот. Петро Черепюк        |          |
| 9  | Храм Успіння Пресвятої Богородиці     | с. Бобівці           | митр. прот. Іван Данилюк   |          |
| 10 | Храм Покрови Пресвятої Богородиці     | с. Косованка         | прот. Руслан Порчук        |          |
| 11 | Храм Архистратига Михаїла             | с. Костинці          | прот. Прокопій Ткач        |          |
| 12 | Храм Св. Духа                         | с. Снячів            | прот. Богдан Хомащук       |          |
| 13 | Храм Свято-Троїцький                  | с. Стара Жадова      | прот. Руслан Порчук        |          |
| 14 | Храм Свято-Троїцький                  | м. Сторожинець       | прот. Петро Андрійчук      |          |
| 15 | Храм Архистратига Михаїла             | с. Стара Жадова      | прот. Володимир Бельський  |          |

#### Мамаївське благочиння
- благочинний — протоієрей Ярослав Вовкович

| №  | Назва                                    | Адреса             | Настоятель                   | Примітка |
| -- | ---------------------------------------- | ------------------ | ---------------------------- | -------- |
| 1  | Храм Свято-Михайлівський                 | с. Біла            | ієрей Іван Янко              |          |
| 2  | Храм Свято-Димитрівський                 | с. Бурдей          | ієрей Іван Янко              |          |
| 3  | Храм Успіння Пресвятої Богородиці        | с. Дубівці         | ієрей Іван Янко              |          |
| 4  | Храм св. Миколая                         | с. Киселів         | прот. Юрій Лужний            |          |
| 5  | Храм Вознесіння Господнього              | смт. Лужани        | митр. прот. Роман Палійчук   | 2014     |
| 6  | Храм Покрови Пресвятої Богородиці        | с. Мамаївці        | митр. прот. Іоан Чокалюк     | 1910     |
| 7  | Храм Собору св. пророка Івана Хрестителя | с. Мамаївці        | прот. Іван Марковський       |          |
| 8  | Храм Покрови Пресвятої Богородиці        | смт. Неполоківці   | митр. прот. Дмитро Марчук    |          |
| 9  | Храм св. влмч. Юрія Переможця            | с. Новий Киселів   | прот. Святослав Край         |          |
| 10 | Храм св. пр. Іллі                        | с. Стрілецький Кут | митр. прот. Ярослав Вовкович |          |

#### Чернівецьке міське благочиння
- благочинний — митрофорний протопресвітер Микола Занкович

| №  | Назва                                                                                           | Адреса                                       | Настоятель | Примітка                              |
| -- | ----------------------------------------------------------------------------------------------- | -------------------------------------------- | --- | ------------------------------------- |
| 1  | Кафедральний Собор прп. Параскеви Сербської                                                     | м. Чернівці, вул. Заньковецької 24           | митр. прот. Микола Семелюк клірики: прот. Георгій Басараба, прот. Ігор Луцан, ієрей Володимир Григорович, ієрей Віталій Кость,ієрей Василь Капріян, протодиякон Євген Харик | 1844-1862                             |
| 2  | Храм Почаївської ікони Пресвятої Богородиці (при Кафедральному Соборі прп. Параскеви Сербської) | м. Чернівці, вул. Заньковецької 24           | священник Володимир Григорович |                                       |
| 3  | Храм св. Миколая                                                                                | м. Чернівці, вул. Сагайдачного               | ієрей Валерій Полянко | 1607                                  |
| 4  | Храм Різдва Пресвятої Богородиці                                                                | м. Чернівці, Рогізна, вул. Возз'єднання, 28  | митр. прот. Петро Лукинюк | 1914                                  |
| 5  | Храм св. рівноап. князя Володимира                                                              | м. Чернівці, вул. Воробкевича 16             | митр. протопресвітер Микола Занкович клірик: прот. Іван Занкович | (1992 перша тимчасова церква), (2012) |
| 6  | Храм св. рівноап. княгині Ольги                                                                 | м. Чернівці, вул. Руська 247 А               | ієрей Сергій Данелюк |                                       |
| 7  | Храм св. Івана Хрестителя                                                                       | м. Чернівці                                  | прот. Михайло Болотенюк |                                       |
| 8  | Храм св. мч. Віри, Надії, Любові і матері їх Софії                                              | м. Чернівці                                  | прот. Любомир Мигидин |                                       |
| 9  | Храм св. ап. Андрія Першозванного                                                               | м. Чернівці                                  | ієрей Федір Чев'юк |                                       |
| 10 | Храм св. ап. і єв. Івана Богослова                                                              | м. Чернівці, вул. Миру 9-в                   | прот. Михайло Голобородько | 2015                                  |
| 11 | Храм Покрови Пресвятої Богородиці                                                               | м. Чернівці                                  | прот. Володимир Можарівський |                                       |
| 12 | Храм Преображення Господнього                                                                   | м. Чернівці                                  | прот. Іван Угрин | 2011                                  |
| 13 | Храм св. ап. Петра і Павла                                                                      | м. Чернівці, Садгора, вул. Івана Підкови 13а | ієрей Дмитро Гром |                                       |
| 14 | Храм прп. Агапіта Печерського                                                                   | м. Чернівці, вул. Цецинська, 28              | ієрей Анатолій Чеботарьов |                                       |
| 15 | Храм св. влмч. Катерини                                                                         | м. Чернівці                                  | ієрей Андрій Панчук |                                       |
| 16 | Храм св. Івана Золотоустого                                                                     | м. Чернівці                                  | ієрей Віктор Котик |                                       |
| 17 | Храм св. влмч. Іоана Сучавського                                                                | м. Чернівці                                  | ієрей Богдан Бойко |                                       |
| 18 | Храм Вознесіння Господнього                                                                     | м. Чернівці                                  | ієрей Олег Петров |                                       |
| 19 | Храм Успіння Пресвятої Богородиці                                                               | м. Чернівці                                  | прот. Василь Угрин | 2010                                  |
| 20 | Храм св. рівноап. князя Володимира                                                              | м. Чернівці                                  | ієрей Микола Тащук |                                       |
| 21 | Храм Свято-Троїцький                                                                            | м. Чернівці                                  | ієрей Володимир Джезняк |                                       |
| 22 | Храм Трьохсвятительський                                                                        | м. Чернівці (ЧНУ ім. Ю. Федьковича)          | протоієрей Миколай Щербань |                                       |
| 23 | домовий храм святого великомученика Іоана Нового                                                | м. Чернівці (ЧНУ ім. Ю. Федьковича)          | протоієрей Миколай Лагодич |                                       |
| 24 | Храм Свято-Покровський                                                                          | м. Чернівці (ЧНУ ім. Ю. Федьковича)          | протоієрей Миколай Шкрібляк |                                       |
| 25 | Храм святих жінок-мироносиць (у стані будівництва)                                              | м. Чернівці                                  | клірик храму — протодиякон Василь Дроник |                                       |
| 26 | Храм святителя Миколая Мирлікійського, Чудотворця (військовий)                                  | м. Чернівці                                  | протоієрей Миколай Артем |                                       |
| 27 | Храм Архистратига Михаїла (у стані будівництва)                                                 | м. Чернівці                                  | протоієрей Віталій Павлюк |                                       |
| 28 | Храм пророка Іллі (земельна ділянка)                                                            | м. Чернівці                                  | протоієрей Володимир Бельський |                                       |

#### Дністровське благочиння
- благочинний — протоієрей Дмитро Шора

| №  | Назва                                      | Адреса             | Настоятель                   | Примітка |
| -- | ------------------------------------------ | ------------------ | ---------------------------- | -------- |
| 1  | Храм св. ап. і євангелиста Івана Богослова | с. Каплівка        | прот. Володимир Солоджук     |          |
| 2  | Храм Свято-Вознесенський                   | с. Бабин           | ієрей Михайло Левицький      | 1884     |
| 3  | Храм Свято-Покровський                     | с. Вовчинець       | ієрей Микола Панчук          | 1917     |
| 4  | Храм праведного Іова Багатостраждального   | м. Кельменці       | ієрей Сергій Туржанський     |          |
| 5  | Храм Петро-Павлівський                     | с. Ленківці        | ієрей Назарій Краснодемський |          |
| 6  | Храм Свято-Михайлівський                   | с. Іванівці        | ієрей Микола Плужник         |          |
| 7  | Храм Покрови Пресвятої Богородиці          | м. Новодністровськ | прот. Тарас Раковецький      | 1991     |
| 8  | Храм св. влмч. Димитрія Солунського        | с. Росошани        | прот. Ярослав Чорний         | 1885     |
| 9  | Храм св. ап. Петра і Павла                 | м. Сокиряни        | митр. прот. Віктор Івахнюк   |          |
| 10 | Храм Успіння Пресвятої Богородиці          | с. Василівка       | ієрей Олег Чернишенко        |          |
| 11 | Храм св. мчч. блгвв. кнн. Бориса і Гліба   | м. Хотин           | прот. Дмитро Шора            |          |
| 12 | Храм Покрови Пресвятої Богородиці          | с. Данківці        | прот. Володимир Солоджук     |          |
| 13 | Храм св. влмч. Димитрія Солунського        | с. Ширівці         | митр. прот. Іван Василів     | 2000     |

#### Монастирі
- Свято-Пантелеймонівський чоловічий монастир в с. Шипинці Чернівецького району. Намісник — єпископ Феогност (Бодоряк), Братія: ієромонах Геласій (Красіков).
- Спасо-Преображенський жіночий монастир в с. Васловівці Чернівецького району. Настоятелька;—  - монахиня Анисія (Танчук), духівник архимандрит Євген (Гончарук), клірик ієрей Михайло Кіф'як.
- Свято-Прокопіївський жіночий монастир с. Лекечі Вижницький р-н. Настоятелька — монахиня Філофея (Урванець), духівник: прот. Іван Гузак.
- Петропавлівський чоловічий  монастир, с. Косованка Чернівецького району. Намісник — архімандрит Захарій (Карлійчук).

## Галерея
Парафії Чернівецької єпархії

Храм святого пророка Іллі. Новий Вовчинець
Храм Успіння Пресвятої Богородиці в с. Розтоки
Храм Воздвиження Хреста Господнього в с. Онут
Храм святого великомученика Димитрія Солунського в м. Вижниця